# Jaroslav Pušbauer
Jaroslav Pušbauer (31. července 1901 Karlín – 6. června 1974 Praha) byl československý hokejový obránce, který získal několik titulů mistra Evropy.

## Život
Narodil se v Karlíně v rodině úředníka Václava Pušbauera. V letech 1927-1929 studoval na Lékařské a Přírodovědecké fakultě Univerzity Karlovy v Praze. S hokejem začínal v BZK Praha. Do československé reprezentace se dostal již jako hráč Sparty Praha poprvé v roce 1924, kdy odcestoval na hokejový turnaj hraný v rámci prvních olympijských her jako druhé mistrovství světa v ledním hokeji. Reprezentoval potom s jedinou výjimkou až do roku 1938 na všech mezinárodních turnajích. V roce 1927 byl jedním z prvních hráčů, kteří se stali základem úspěšné hráčské generace v LTC Praha. V tomto klubu vyhrál třikrát nově ustavenou ligovou soutěž. Hráčskou kariéru zakončil v první polovině druhé světové války v SK Podolí. Československo reprezentoval v 82 zápasech, v nichž vstřelil 4 góly.
V roce 2010 byl uveden do Síně slávy českého hokeje.